# Kostroma (rivière)
Pour les articles homonymes, voir Kostroma (homonymie).
La rivière Kostroma (en russe : Кострома) est un cours d'eau de l'oblast de Kostroma, en Russie, et un affluent de la rive gauche de la Volga.

## Géographie
La rivière est longue de 354 km et son bassin versant s’étend sur 6 000 km2. Son débit s'élève à 71 m3/s.
La Kostroma est gelée de novembre à avril – début mai.

## Toponymie
La ville de Kostroma se trouve à la confluence de la Kostroma et de la Volga.